# Gambit Elephant
Gambit Elephant (hay cũng được gọi là Queen's Pawn Counter Gambit hoặc Englund Counterattack) là một khai cuộc cờ vua ít khi được sử dụng bắt đầu bởi những nước:
1. e4 e5
2. Mf3 d5!?
Trong phương án này, Đen bỏ mặc Tốt e và ngay lập tức cố gắng giành lấy thế chủ động từ tay Trắng. Đen thí Tốt với mục đích chính là để được lợi một nước đi và họ cần phải có được điều gì đó để bù đắp cho quân thí. Hình thế lúc này không đơn giản cho Trắng, do đó đây có thể là một khai cuộc gây được bất ngờ của Đen. Tuy nhiên, khai cuộc này cũng thường được xem là không chắc chắn cho Đen, bởi vì nếu Trắng chơi đúng họ (Đen) sẽ không có được sự bù đắp xứng đáng cho Tốt thí.

## Các diễn biến
Trắng có thế ăn bất kỳ một trong hai Tốt Đen ở trung tâm và đạt được ưu thế (3.exd5 hoặc 3.Mxe5). Với việc mất Tốt trung tâm, Đen sẽ mất thế chủ động khi Trắng tăng cường kiểm soát không gian.

### 3.exd5
Câu trả lời thích hợp cho Đen sẽ là 3...e4 hoặc 3...Td6. Nước 3...Hxd5 dù giữ được Tốt e, nhưng sẽ giúp Trắng phát triển vượt trội sau nước 4.Mc3.

#### 3...e4 4.He2 Mf6
Diễn biến phổ biến tiếp theo sẽ là 3...e4 4.He2 Mf6 5.d3 Hxd5 6.Mbd2 Te7 7.dxe4 He6 và Trắng vẫn duy trì lợi thế hơn một Tốt, dù Đen cũng phát triển phần nào đó tương đối tốt.
Diễn biến khác, sau nước 4...Mf6: 
- 5.d3 Te7 6.dxe4 0-0 7.Mc3 Xe8 8.Td2 Tb4 9.0-0-0, và Trắng có lợi thế (Nick de Firmian).
- 5.Mc3 Te7 6.Mxe4:
  - 6...Mxd5 7.d3 0-0 8.Hd1 Tg4 9.Te2 f5 10.Mg3 Mc6 11.c3, Trắng có một chút lợi thế, theo Salomonsson–H. Sorenson, Malmo 1982 (de Firmian).
  - 6...0-0 7.Mxf6+ Txf6 8.d4 Xe8 9.Te3, với ưu thế riêng cho Trắng (de Firmian).

#### 3...e4 4.He2 f5
Diễn biến 3...e4 4.He2 4...f5 5.d3 Mf6 6.dxe4 fxe4 7.Mc3 Tb4 8.Hb5+ c6 9.Hxb4 exf3 10.Tg5 cxd5 11.0-0-0 Mc6 xảy ra trong ván đấu giữa Tal và Lutikov, Tallinn 1964 với lợi thế thuộc về Trắng.
|   | a | b | c | d | e | f | g | h |   |
| 8 | a8 black rook · b8 black knight · c8 black bishop · d8 black queen · e8 black king · g8 black knight · h8 black rook · a7 black pawn · b7 black pawn · c7 black pawn · f7 black pawn · g7 black pawn · h7 black pawn · d6 black bishop · d5 white pawn · e5 black pawn · f3 white knight · a2 white pawn · b2 white pawn · c2 white pawn · d2 white pawn · f2 white pawn · g2 white pawn · h2 white pawn · a1 white rook · b1 white knight · c1 white bishop · d1 white queen · e1 white king · f1 white bishop · h1 white rook | a8 black rook · b8 black knight · c8 black bishop · d8 black queen · e8 black king · g8 black knight · h8 black rook · a7 black pawn · b7 black pawn · c7 black pawn · f7 black pawn · g7 black pawn · h7 black pawn · d6 black bishop · d5 white pawn · e5 black pawn · f3 white knight · a2 white pawn · b2 white pawn · c2 white pawn · d2 white pawn · f2 white pawn · g2 white pawn · h2 white pawn · a1 white rook · b1 white knight · c1 white bishop · d1 white queen · e1 white king · f1 white bishop · h1 white rook | a8 black rook · b8 black knight · c8 black bishop · d8 black queen · e8 black king · g8 black knight · h8 black rook · a7 black pawn · b7 black pawn · c7 black pawn · f7 black pawn · g7 black pawn · h7 black pawn · d6 black bishop · d5 white pawn · e5 black pawn · f3 white knight · a2 white pawn · b2 white pawn · c2 white pawn · d2 white pawn · f2 white pawn · g2 white pawn · h2 white pawn · a1 white rook · b1 white knight · c1 white bishop · d1 white queen · e1 white king · f1 white bishop · h1 white rook | a8 black rook · b8 black knight · c8 black bishop · d8 black queen · e8 black king · g8 black knight · h8 black rook · a7 black pawn · b7 black pawn · c7 black pawn · f7 black pawn · g7 black pawn · h7 black pawn · d6 black bishop · d5 white pawn · e5 black pawn · f3 white knight · a2 white pawn · b2 white pawn · c2 white pawn · d2 white pawn · f2 white pawn · g2 white pawn · h2 white pawn · a1 white rook · b1 white knight · c1 white bishop · d1 white queen · e1 white king · f1 white bishop · h1 white rook | a8 black rook · b8 black knight · c8 black bishop · d8 black queen · e8 black king · g8 black knight · h8 black rook · a7 black pawn · b7 black pawn · c7 black pawn · f7 black pawn · g7 black pawn · h7 black pawn · d6 black bishop · d5 white pawn · e5 black pawn · f3 white knight · a2 white pawn · b2 white pawn · c2 white pawn · d2 white pawn · f2 white pawn · g2 white pawn · h2 white pawn · a1 white rook · b1 white knight · c1 white bishop · d1 white queen · e1 white king · f1 white bishop · h1 white rook | a8 black rook · b8 black knight · c8 black bishop · d8 black queen · e8 black king · g8 black knight · h8 black rook · a7 black pawn · b7 black pawn · c7 black pawn · f7 black pawn · g7 black pawn · h7 black pawn · d6 black bishop · d5 white pawn · e5 black pawn · f3 white knight · a2 white pawn · b2 white pawn · c2 white pawn · d2 white pawn · f2 white pawn · g2 white pawn · h2 white pawn · a1 white rook · b1 white knight · c1 white bishop · d1 white queen · e1 white king · f1 white bishop · h1 white rook | a8 black rook · b8 black knight · c8 black bishop · d8 black queen · e8 black king · g8 black knight · h8 black rook · a7 black pawn · b7 black pawn · c7 black pawn · f7 black pawn · g7 black pawn · h7 black pawn · d6 black bishop · d5 white pawn · e5 black pawn · f3 white knight · a2 white pawn · b2 white pawn · c2 white pawn · d2 white pawn · f2 white pawn · g2 white pawn · h2 white pawn · a1 white rook · b1 white knight · c1 white bishop · d1 white queen · e1 white king · f1 white bishop · h1 white rook | a8 black rook · b8 black knight · c8 black bishop · d8 black queen · e8 black king · g8 black knight · h8 black rook · a7 black pawn · b7 black pawn · c7 black pawn · f7 black pawn · g7 black pawn · h7 black pawn · d6 black bishop · d5 white pawn · e5 black pawn · f3 white knight · a2 white pawn · b2 white pawn · c2 white pawn · d2 white pawn · f2 white pawn · g2 white pawn · h2 white pawn · a1 white rook · b1 white knight · c1 white bishop · d1 white queen · e1 white king · f1 white bishop · h1 white rook | 8 |
| 7 | a8 black rook · b8 black knight · c8 black bishop · d8 black queen · e8 black king · g8 black knight · h8 black rook · a7 black pawn · b7 black pawn · c7 black pawn · f7 black pawn · g7 black pawn · h7 black pawn · d6 black bishop · d5 white pawn · e5 black pawn · f3 white knight · a2 white pawn · b2 white pawn · c2 white pawn · d2 white pawn · f2 white pawn · g2 white pawn · h2 white pawn · a1 white rook · b1 white knight · c1 white bishop · d1 white queen · e1 white king · f1 white bishop · h1 white rook | a8 black rook · b8 black knight · c8 black bishop · d8 black queen · e8 black king · g8 black knight · h8 black rook · a7 black pawn · b7 black pawn · c7 black pawn · f7 black pawn · g7 black pawn · h7 black pawn · d6 black bishop · d5 white pawn · e5 black pawn · f3 white knight · a2 white pawn · b2 white pawn · c2 white pawn · d2 white pawn · f2 white pawn · g2 white pawn · h2 white pawn · a1 white rook · b1 white knight · c1 white bishop · d1 white queen · e1 white king · f1 white bishop · h1 white rook | a8 black rook · b8 black knight · c8 black bishop · d8 black queen · e8 black king · g8 black knight · h8 black rook · a7 black pawn · b7 black pawn · c7 black pawn · f7 black pawn · g7 black pawn · h7 black pawn · d6 black bishop · d5 white pawn · e5 black pawn · f3 white knight · a2 white pawn · b2 white pawn · c2 white pawn · d2 white pawn · f2 white pawn · g2 white pawn · h2 white pawn · a1 white rook · b1 white knight · c1 white bishop · d1 white queen · e1 white king · f1 white bishop · h1 white rook | a8 black rook · b8 black knight · c8 black bishop · d8 black queen · e8 black king · g8 black knight · h8 black rook · a7 black pawn · b7 black pawn · c7 black pawn · f7 black pawn · g7 black pawn · h7 black pawn · d6 black bishop · d5 white pawn · e5 black pawn · f3 white knight · a2 white pawn · b2 white pawn · c2 white pawn · d2 white pawn · f2 white pawn · g2 white pawn · h2 white pawn · a1 white rook · b1 white knight · c1 white bishop · d1 white queen · e1 white king · f1 white bishop · h1 white rook | a8 black rook · b8 black knight · c8 black bishop · d8 black queen · e8 black king · g8 black knight · h8 black rook · a7 black pawn · b7 black pawn · c7 black pawn · f7 black pawn · g7 black pawn · h7 black pawn · d6 black bishop · d5 white pawn · e5 black pawn · f3 white knight · a2 white pawn · b2 white pawn · c2 white pawn · d2 white pawn · f2 white pawn · g2 white pawn · h2 white pawn · a1 white rook · b1 white knight · c1 white bishop · d1 white queen · e1 white king · f1 white bishop · h1 white rook | a8 black rook · b8 black knight · c8 black bishop · d8 black queen · e8 black king · g8 black knight · h8 black rook · a7 black pawn · b7 black pawn · c7 black pawn · f7 black pawn · g7 black pawn · h7 black pawn · d6 black bishop · d5 white pawn · e5 black pawn · f3 white knight · a2 white pawn · b2 white pawn · c2 white pawn · d2 white pawn · f2 white pawn · g2 white pawn · h2 white pawn · a1 white rook · b1 white knight · c1 white bishop · d1 white queen · e1 white king · f1 white bishop · h1 white rook | a8 black rook · b8 black knight · c8 black bishop · d8 black queen · e8 black king · g8 black knight · h8 black rook · a7 black pawn · b7 black pawn · c7 black pawn · f7 black pawn · g7 black pawn · h7 black pawn · d6 black bishop · d5 white pawn · e5 black pawn · f3 white knight · a2 white pawn · b2 white pawn · c2 white pawn · d2 white pawn · f2 white pawn · g2 white pawn · h2 white pawn · a1 white rook · b1 white knight · c1 white bishop · d1 white queen · e1 white king · f1 white bishop · h1 white rook | a8 black rook · b8 black knight · c8 black bishop · d8 black queen · e8 black king · g8 black knight · h8 black rook · a7 black pawn · b7 black pawn · c7 black pawn · f7 black pawn · g7 black pawn · h7 black pawn · d6 black bishop · d5 white pawn · e5 black pawn · f3 white knight · a2 white pawn · b2 white pawn · c2 white pawn · d2 white pawn · f2 white pawn · g2 white pawn · h2 white pawn · a1 white rook · b1 white knight · c1 white bishop · d1 white queen · e1 white king · f1 white bishop · h1 white rook | 7 |
| 6 | a8 black rook · b8 black knight · c8 black bishop · d8 black queen · e8 black king · g8 black knight · h8 black rook · a7 black pawn · b7 black pawn · c7 black pawn · f7 black pawn · g7 black pawn · h7 black pawn · d6 black bishop · d5 white pawn · e5 black pawn · f3 white knight · a2 white pawn · b2 white pawn · c2 white pawn · d2 white pawn · f2 white pawn · g2 white pawn · h2 white pawn · a1 white rook · b1 white knight · c1 white bishop · d1 white queen · e1 white king · f1 white bishop · h1 white rook | a8 black rook · b8 black knight · c8 black bishop · d8 black queen · e8 black king · g8 black knight · h8 black rook · a7 black pawn · b7 black pawn · c7 black pawn · f7 black pawn · g7 black pawn · h7 black pawn · d6 black bishop · d5 white pawn · e5 black pawn · f3 white knight · a2 white pawn · b2 white pawn · c2 white pawn · d2 white pawn · f2 white pawn · g2 white pawn · h2 white pawn · a1 white rook · b1 white knight · c1 white bishop · d1 white queen · e1 white king · f1 white bishop · h1 white rook | a8 black rook · b8 black knight · c8 black bishop · d8 black queen · e8 black king · g8 black knight · h8 black rook · a7 black pawn · b7 black pawn · c7 black pawn · f7 black pawn · g7 black pawn · h7 black pawn · d6 black bishop · d5 white pawn · e5 black pawn · f3 white knight · a2 white pawn · b2 white pawn · c2 white pawn · d2 white pawn · f2 white pawn · g2 white pawn · h2 white pawn · a1 white rook · b1 white knight · c1 white bishop · d1 white queen · e1 white king · f1 white bishop · h1 white rook | a8 black rook · b8 black knight · c8 black bishop · d8 black queen · e8 black king · g8 black knight · h8 black rook · a7 black pawn · b7 black pawn · c7 black pawn · f7 black pawn · g7 black pawn · h7 black pawn · d6 black bishop · d5 white pawn · e5 black pawn · f3 white knight · a2 white pawn · b2 white pawn · c2 white pawn · d2 white pawn · f2 white pawn · g2 white pawn · h2 white pawn · a1 white rook · b1 white knight · c1 white bishop · d1 white queen · e1 white king · f1 white bishop · h1 white rook | a8 black rook · b8 black knight · c8 black bishop · d8 black queen · e8 black king · g8 black knight · h8 black rook · a7 black pawn · b7 black pawn · c7 black pawn · f7 black pawn · g7 black pawn · h7 black pawn · d6 black bishop · d5 white pawn · e5 black pawn · f3 white knight · a2 white pawn · b2 white pawn · c2 white pawn · d2 white pawn · f2 white pawn · g2 white pawn · h2 white pawn · a1 white rook · b1 white knight · c1 white bishop · d1 white queen · e1 white king · f1 white bishop · h1 white rook | a8 black rook · b8 black knight · c8 black bishop · d8 black queen · e8 black king · g8 black knight · h8 black rook · a7 black pawn · b7 black pawn · c7 black pawn · f7 black pawn · g7 black pawn · h7 black pawn · d6 black bishop · d5 white pawn · e5 black pawn · f3 white knight · a2 white pawn · b2 white pawn · c2 white pawn · d2 white pawn · f2 white pawn · g2 white pawn · h2 white pawn · a1 white rook · b1 white knight · c1 white bishop · d1 white queen · e1 white king · f1 white bishop · h1 white rook | a8 black rook · b8 black knight · c8 black bishop · d8 black queen · e8 black king · g8 black knight · h8 black rook · a7 black pawn · b7 black pawn · c7 black pawn · f7 black pawn · g7 black pawn · h7 black pawn · d6 black bishop · d5 white pawn · e5 black pawn · f3 white knight · a2 white pawn · b2 white pawn · c2 white pawn · d2 white pawn · f2 white pawn · g2 white pawn · h2 white pawn · a1 white rook · b1 white knight · c1 white bishop · d1 white queen · e1 white king · f1 white bishop · h1 white rook | a8 black rook · b8 black knight · c8 black bishop · d8 black queen · e8 black king · g8 black knight · h8 black rook · a7 black pawn · b7 black pawn · c7 black pawn · f7 black pawn · g7 black pawn · h7 black pawn · d6 black bishop · d5 white pawn · e5 black pawn · f3 white knight · a2 white pawn · b2 white pawn · c2 white pawn · d2 white pawn · f2 white pawn · g2 white pawn · h2 white pawn · a1 white rook · b1 white knight · c1 white bishop · d1 white queen · e1 white king · f1 white bishop · h1 white rook | 6 |
| 5 | a8 black rook · b8 black knight · c8 black bishop · d8 black queen · e8 black king · g8 black knight · h8 black rook · a7 black pawn · b7 black pawn · c7 black pawn · f7 black pawn · g7 black pawn · h7 black pawn · d6 black bishop · d5 white pawn · e5 black pawn · f3 white knight · a2 white pawn · b2 white pawn · c2 white pawn · d2 white pawn · f2 white pawn · g2 white pawn · h2 white pawn · a1 white rook · b1 white knight · c1 white bishop · d1 white queen · e1 white king · f1 white bishop · h1 white rook | a8 black rook · b8 black knight · c8 black bishop · d8 black queen · e8 black king · g8 black knight · h8 black rook · a7 black pawn · b7 black pawn · c7 black pawn · f7 black pawn · g7 black pawn · h7 black pawn · d6 black bishop · d5 white pawn · e5 black pawn · f3 white knight · a2 white pawn · b2 white pawn · c2 white pawn · d2 white pawn · f2 white pawn · g2 white pawn · h2 white pawn · a1 white rook · b1 white knight · c1 white bishop · d1 white queen · e1 white king · f1 white bishop · h1 white rook | a8 black rook · b8 black knight · c8 black bishop · d8 black queen · e8 black king · g8 black knight · h8 black rook · a7 black pawn · b7 black pawn · c7 black pawn · f7 black pawn · g7 black pawn · h7 black pawn · d6 black bishop · d5 white pawn · e5 black pawn · f3 white knight · a2 white pawn · b2 white pawn · c2 white pawn · d2 white pawn · f2 white pawn · g2 white pawn · h2 white pawn · a1 white rook · b1 white knight · c1 white bishop · d1 white queen · e1 white king · f1 white bishop · h1 white rook | a8 black rook · b8 black knight · c8 black bishop · d8 black queen · e8 black king · g8 black knight · h8 black rook · a7 black pawn · b7 black pawn · c7 black pawn · f7 black pawn · g7 black pawn · h7 black pawn · d6 black bishop · d5 white pawn · e5 black pawn · f3 white knight · a2 white pawn · b2 white pawn · c2 white pawn · d2 white pawn · f2 white pawn · g2 white pawn · h2 white pawn · a1 white rook · b1 white knight · c1 white bishop · d1 white queen · e1 white king · f1 white bishop · h1 white rook | a8 black rook · b8 black knight · c8 black bishop · d8 black queen · e8 black king · g8 black knight · h8 black rook · a7 black pawn · b7 black pawn · c7 black pawn · f7 black pawn · g7 black pawn · h7 black pawn · d6 black bishop · d5 white pawn · e5 black pawn · f3 white knight · a2 white pawn · b2 white pawn · c2 white pawn · d2 white pawn · f2 white pawn · g2 white pawn · h2 white pawn · a1 white rook · b1 white knight · c1 white bishop · d1 white queen · e1 white king · f1 white bishop · h1 white rook | a8 black rook · b8 black knight · c8 black bishop · d8 black queen · e8 black king · g8 black knight · h8 black rook · a7 black pawn · b7 black pawn · c7 black pawn · f7 black pawn · g7 black pawn · h7 black pawn · d6 black bishop · d5 white pawn · e5 black pawn · f3 white knight · a2 white pawn · b2 white pawn · c2 white pawn · d2 white pawn · f2 white pawn · g2 white pawn · h2 white pawn · a1 white rook · b1 white knight · c1 white bishop · d1 white queen · e1 white king · f1 white bishop · h1 white rook | a8 black rook · b8 black knight · c8 black bishop · d8 black queen · e8 black king · g8 black knight · h8 black rook · a7 black pawn · b7 black pawn · c7 black pawn · f7 black pawn · g7 black pawn · h7 black pawn · d6 black bishop · d5 white pawn · e5 black pawn · f3 white knight · a2 white pawn · b2 white pawn · c2 white pawn · d2 white pawn · f2 white pawn · g2 white pawn · h2 white pawn · a1 white rook · b1 white knight · c1 white bishop · d1 white queen · e1 white king · f1 white bishop · h1 white rook | a8 black rook · b8 black knight · c8 black bishop · d8 black queen · e8 black king · g8 black knight · h8 black rook · a7 black pawn · b7 black pawn · c7 black pawn · f7 black pawn · g7 black pawn · h7 black pawn · d6 black bishop · d5 white pawn · e5 black pawn · f3 white knight · a2 white pawn · b2 white pawn · c2 white pawn · d2 white pawn · f2 white pawn · g2 white pawn · h2 white pawn · a1 white rook · b1 white knight · c1 white bishop · d1 white queen · e1 white king · f1 white bishop · h1 white rook | 5 |
| 4 | a8 black rook · b8 black knight · c8 black bishop · d8 black queen · e8 black king · g8 black knight · h8 black rook · a7 black pawn · b7 black pawn · c7 black pawn · f7 black pawn · g7 black pawn · h7 black pawn · d6 black bishop · d5 white pawn · e5 black pawn · f3 white knight · a2 white pawn · b2 white pawn · c2 white pawn · d2 white pawn · f2 white pawn · g2 white pawn · h2 white pawn · a1 white rook · b1 white knight · c1 white bishop · d1 white queen · e1 white king · f1 white bishop · h1 white rook | a8 black rook · b8 black knight · c8 black bishop · d8 black queen · e8 black king · g8 black knight · h8 black rook · a7 black pawn · b7 black pawn · c7 black pawn · f7 black pawn · g7 black pawn · h7 black pawn · d6 black bishop · d5 white pawn · e5 black pawn · f3 white knight · a2 white pawn · b2 white pawn · c2 white pawn · d2 white pawn · f2 white pawn · g2 white pawn · h2 white pawn · a1 white rook · b1 white knight · c1 white bishop · d1 white queen · e1 white king · f1 white bishop · h1 white rook | a8 black rook · b8 black knight · c8 black bishop · d8 black queen · e8 black king · g8 black knight · h8 black rook · a7 black pawn · b7 black pawn · c7 black pawn · f7 black pawn · g7 black pawn · h7 black pawn · d6 black bishop · d5 white pawn · e5 black pawn · f3 white knight · a2 white pawn · b2 white pawn · c2 white pawn · d2 white pawn · f2 white pawn · g2 white pawn · h2 white pawn · a1 white rook · b1 white knight · c1 white bishop · d1 white queen · e1 white king · f1 white bishop · h1 white rook | a8 black rook · b8 black knight · c8 black bishop · d8 black queen · e8 black king · g8 black knight · h8 black rook · a7 black pawn · b7 black pawn · c7 black pawn · f7 black pawn · g7 black pawn · h7 black pawn · d6 black bishop · d5 white pawn · e5 black pawn · f3 white knight · a2 white pawn · b2 white pawn · c2 white pawn · d2 white pawn · f2 white pawn · g2 white pawn · h2 white pawn · a1 white rook · b1 white knight · c1 white bishop · d1 white queen · e1 white king · f1 white bishop · h1 white rook | a8 black rook · b8 black knight · c8 black bishop · d8 black queen · e8 black king · g8 black knight · h8 black rook · a7 black pawn · b7 black pawn · c7 black pawn · f7 black pawn · g7 black pawn · h7 black pawn · d6 black bishop · d5 white pawn · e5 black pawn · f3 white knight · a2 white pawn · b2 white pawn · c2 white pawn · d2 white pawn · f2 white pawn · g2 white pawn · h2 white pawn · a1 white rook · b1 white knight · c1 white bishop · d1 white queen · e1 white king · f1 white bishop · h1 white rook | a8 black rook · b8 black knight · c8 black bishop · d8 black queen · e8 black king · g8 black knight · h8 black rook · a7 black pawn · b7 black pawn · c7 black pawn · f7 black pawn · g7 black pawn · h7 black pawn · d6 black bishop · d5 white pawn · e5 black pawn · f3 white knight · a2 white pawn · b2 white pawn · c2 white pawn · d2 white pawn · f2 white pawn · g2 white pawn · h2 white pawn · a1 white rook · b1 white knight · c1 white bishop · d1 white queen · e1 white king · f1 white bishop · h1 white rook | a8 black rook · b8 black knight · c8 black bishop · d8 black queen · e8 black king · g8 black knight · h8 black rook · a7 black pawn · b7 black pawn · c7 black pawn · f7 black pawn · g7 black pawn · h7 black pawn · d6 black bishop · d5 white pawn · e5 black pawn · f3 white knight · a2 white pawn · b2 white pawn · c2 white pawn · d2 white pawn · f2 white pawn · g2 white pawn · h2 white pawn · a1 white rook · b1 white knight · c1 white bishop · d1 white queen · e1 white king · f1 white bishop · h1 white rook | a8 black rook · b8 black knight · c8 black bishop · d8 black queen · e8 black king · g8 black knight · h8 black rook · a7 black pawn · b7 black pawn · c7 black pawn · f7 black pawn · g7 black pawn · h7 black pawn · d6 black bishop · d5 white pawn · e5 black pawn · f3 white knight · a2 white pawn · b2 white pawn · c2 white pawn · d2 white pawn · f2 white pawn · g2 white pawn · h2 white pawn · a1 white rook · b1 white knight · c1 white bishop · d1 white queen · e1 white king · f1 white bishop · h1 white rook | 4 |
| 3 | a8 black rook · b8 black knight · c8 black bishop · d8 black queen · e8 black king · g8 black knight · h8 black rook · a7 black pawn · b7 black pawn · c7 black pawn · f7 black pawn · g7 black pawn · h7 black pawn · d6 black bishop · d5 white pawn · e5 black pawn · f3 white knight · a2 white pawn · b2 white pawn · c2 white pawn · d2 white pawn · f2 white pawn · g2 white pawn · h2 white pawn · a1 white rook · b1 white knight · c1 white bishop · d1 white queen · e1 white king · f1 white bishop · h1 white rook | a8 black rook · b8 black knight · c8 black bishop · d8 black queen · e8 black king · g8 black knight · h8 black rook · a7 black pawn · b7 black pawn · c7 black pawn · f7 black pawn · g7 black pawn · h7 black pawn · d6 black bishop · d5 white pawn · e5 black pawn · f3 white knight · a2 white pawn · b2 white pawn · c2 white pawn · d2 white pawn · f2 white pawn · g2 white pawn · h2 white pawn · a1 white rook · b1 white knight · c1 white bishop · d1 white queen · e1 white king · f1 white bishop · h1 white rook | a8 black rook · b8 black knight · c8 black bishop · d8 black queen · e8 black king · g8 black knight · h8 black rook · a7 black pawn · b7 black pawn · c7 black pawn · f7 black pawn · g7 black pawn · h7 black pawn · d6 black bishop · d5 white pawn · e5 black pawn · f3 white knight · a2 white pawn · b2 white pawn · c2 white pawn · d2 white pawn · f2 white pawn · g2 white pawn · h2 white pawn · a1 white rook · b1 white knight · c1 white bishop · d1 white queen · e1 white king · f1 white bishop · h1 white rook | a8 black rook · b8 black knight · c8 black bishop · d8 black queen · e8 black king · g8 black knight · h8 black rook · a7 black pawn · b7 black pawn · c7 black pawn · f7 black pawn · g7 black pawn · h7 black pawn · d6 black bishop · d5 white pawn · e5 black pawn · f3 white knight · a2 white pawn · b2 white pawn · c2 white pawn · d2 white pawn · f2 white pawn · g2 white pawn · h2 white pawn · a1 white rook · b1 white knight · c1 white bishop · d1 white queen · e1 white king · f1 white bishop · h1 white rook | a8 black rook · b8 black knight · c8 black bishop · d8 black queen · e8 black king · g8 black knight · h8 black rook · a7 black pawn · b7 black pawn · c7 black pawn · f7 black pawn · g7 black pawn · h7 black pawn · d6 black bishop · d5 white pawn · e5 black pawn · f3 white knight · a2 white pawn · b2 white pawn · c2 white pawn · d2 white pawn · f2 white pawn · g2 white pawn · h2 white pawn · a1 white rook · b1 white knight · c1 white bishop · d1 white queen · e1 white king · f1 white bishop · h1 white rook | a8 black rook · b8 black knight · c8 black bishop · d8 black queen · e8 black king · g8 black knight · h8 black rook · a7 black pawn · b7 black pawn · c7 black pawn · f7 black pawn · g7 black pawn · h7 black pawn · d6 black bishop · d5 white pawn · e5 black pawn · f3 white knight · a2 white pawn · b2 white pawn · c2 white pawn · d2 white pawn · f2 white pawn · g2 white pawn · h2 white pawn · a1 white rook · b1 white knight · c1 white bishop · d1 white queen · e1 white king · f1 white bishop · h1 white rook | a8 black rook · b8 black knight · c8 black bishop · d8 black queen · e8 black king · g8 black knight · h8 black rook · a7 black pawn · b7 black pawn · c7 black pawn · f7 black pawn · g7 black pawn · h7 black pawn · d6 black bishop · d5 white pawn · e5 black pawn · f3 white knight · a2 white pawn · b2 white pawn · c2 white pawn · d2 white pawn · f2 white pawn · g2 white pawn · h2 white pawn · a1 white rook · b1 white knight · c1 white bishop · d1 white queen · e1 white king · f1 white bishop · h1 white rook | a8 black rook · b8 black knight · c8 black bishop · d8 black queen · e8 black king · g8 black knight · h8 black rook · a7 black pawn · b7 black pawn · c7 black pawn · f7 black pawn · g7 black pawn · h7 black pawn · d6 black bishop · d5 white pawn · e5 black pawn · f3 white knight · a2 white pawn · b2 white pawn · c2 white pawn · d2 white pawn · f2 white pawn · g2 white pawn · h2 white pawn · a1 white rook · b1 white knight · c1 white bishop · d1 white queen · e1 white king · f1 white bishop · h1 white rook | 3 |
| 2 | a8 black rook · b8 black knight · c8 black bishop · d8 black queen · e8 black king · g8 black knight · h8 black rook · a7 black pawn · b7 black pawn · c7 black pawn · f7 black pawn · g7 black pawn · h7 black pawn · d6 black bishop · d5 white pawn · e5 black pawn · f3 white knight · a2 white pawn · b2 white pawn · c2 white pawn · d2 white pawn · f2 white pawn · g2 white pawn · h2 white pawn · a1 white rook · b1 white knight · c1 white bishop · d1 white queen · e1 white king · f1 white bishop · h1 white rook | a8 black rook · b8 black knight · c8 black bishop · d8 black queen · e8 black king · g8 black knight · h8 black rook · a7 black pawn · b7 black pawn · c7 black pawn · f7 black pawn · g7 black pawn · h7 black pawn · d6 black bishop · d5 white pawn · e5 black pawn · f3 white knight · a2 white pawn · b2 white pawn · c2 white pawn · d2 white pawn · f2 white pawn · g2 white pawn · h2 white pawn · a1 white rook · b1 white knight · c1 white bishop · d1 white queen · e1 white king · f1 white bishop · h1 white rook | a8 black rook · b8 black knight · c8 black bishop · d8 black queen · e8 black king · g8 black knight · h8 black rook · a7 black pawn · b7 black pawn · c7 black pawn · f7 black pawn · g7 black pawn · h7 black pawn · d6 black bishop · d5 white pawn · e5 black pawn · f3 white knight · a2 white pawn · b2 white pawn · c2 white pawn · d2 white pawn · f2 white pawn · g2 white pawn · h2 white pawn · a1 white rook · b1 white knight · c1 white bishop · d1 white queen · e1 white king · f1 white bishop · h1 white rook | a8 black rook · b8 black knight · c8 black bishop · d8 black queen · e8 black king · g8 black knight · h8 black rook · a7 black pawn · b7 black pawn · c7 black pawn · f7 black pawn · g7 black pawn · h7 black pawn · d6 black bishop · d5 white pawn · e5 black pawn · f3 white knight · a2 white pawn · b2 white pawn · c2 white pawn · d2 white pawn · f2 white pawn · g2 white pawn · h2 white pawn · a1 white rook · b1 white knight · c1 white bishop · d1 white queen · e1 white king · f1 white bishop · h1 white rook | a8 black rook · b8 black knight · c8 black bishop · d8 black queen · e8 black king · g8 black knight · h8 black rook · a7 black pawn · b7 black pawn · c7 black pawn · f7 black pawn · g7 black pawn · h7 black pawn · d6 black bishop · d5 white pawn · e5 black pawn · f3 white knight · a2 white pawn · b2 white pawn · c2 white pawn · d2 white pawn · f2 white pawn · g2 white pawn · h2 white pawn · a1 white rook · b1 white knight · c1 white bishop · d1 white queen · e1 white king · f1 white bishop · h1 white rook | a8 black rook · b8 black knight · c8 black bishop · d8 black queen · e8 black king · g8 black knight · h8 black rook · a7 black pawn · b7 black pawn · c7 black pawn · f7 black pawn · g7 black pawn · h7 black pawn · d6 black bishop · d5 white pawn · e5 black pawn · f3 white knight · a2 white pawn · b2 white pawn · c2 white pawn · d2 white pawn · f2 white pawn · g2 white pawn · h2 white pawn · a1 white rook · b1 white knight · c1 white bishop · d1 white queen · e1 white king · f1 white bishop · h1 white rook | a8 black rook · b8 black knight · c8 black bishop · d8 black queen · e8 black king · g8 black knight · h8 black rook · a7 black pawn · b7 black pawn · c7 black pawn · f7 black pawn · g7 black pawn · h7 black pawn · d6 black bishop · d5 white pawn · e5 black pawn · f3 white knight · a2 white pawn · b2 white pawn · c2 white pawn · d2 white pawn · f2 white pawn · g2 white pawn · h2 white pawn · a1 white rook · b1 white knight · c1 white bishop · d1 white queen · e1 white king · f1 white bishop · h1 white rook | a8 black rook · b8 black knight · c8 black bishop · d8 black queen · e8 black king · g8 black knight · h8 black rook · a7 black pawn · b7 black pawn · c7 black pawn · f7 black pawn · g7 black pawn · h7 black pawn · d6 black bishop · d5 white pawn · e5 black pawn · f3 white knight · a2 white pawn · b2 white pawn · c2 white pawn · d2 white pawn · f2 white pawn · g2 white pawn · h2 white pawn · a1 white rook · b1 white knight · c1 white bishop · d1 white queen · e1 white king · f1 white bishop · h1 white rook | 2 |
| 1 | a8 black rook · b8 black knight · c8 black bishop · d8 black queen · e8 black king · g8 black knight · h8 black rook · a7 black pawn · b7 black pawn · c7 black pawn · f7 black pawn · g7 black pawn · h7 black pawn · d6 black bishop · d5 white pawn · e5 black pawn · f3 white knight · a2 white pawn · b2 white pawn · c2 white pawn · d2 white pawn · f2 white pawn · g2 white pawn · h2 white pawn · a1 white rook · b1 white knight · c1 white bishop · d1 white queen · e1 white king · f1 white bishop · h1 white rook | a8 black rook · b8 black knight · c8 black bishop · d8 black queen · e8 black king · g8 black knight · h8 black rook · a7 black pawn · b7 black pawn · c7 black pawn · f7 black pawn · g7 black pawn · h7 black pawn · d6 black bishop · d5 white pawn · e5 black pawn · f3 white knight · a2 white pawn · b2 white pawn · c2 white pawn · d2 white pawn · f2 white pawn · g2 white pawn · h2 white pawn · a1 white rook · b1 white knight · c1 white bishop · d1 white queen · e1 white king · f1 white bishop · h1 white rook | a8 black rook · b8 black knight · c8 black bishop · d8 black queen · e8 black king · g8 black knight · h8 black rook · a7 black pawn · b7 black pawn · c7 black pawn · f7 black pawn · g7 black pawn · h7 black pawn · d6 black bishop · d5 white pawn · e5 black pawn · f3 white knight · a2 white pawn · b2 white pawn · c2 white pawn · d2 white pawn · f2 white pawn · g2 white pawn · h2 white pawn · a1 white rook · b1 white knight · c1 white bishop · d1 white queen · e1 white king · f1 white bishop · h1 white rook | a8 black rook · b8 black knight · c8 black bishop · d8 black queen · e8 black king · g8 black knight · h8 black rook · a7 black pawn · b7 black pawn · c7 black pawn · f7 black pawn · g7 black pawn · h7 black pawn · d6 black bishop · d5 white pawn · e5 black pawn · f3 white knight · a2 white pawn · b2 white pawn · c2 white pawn · d2 white pawn · f2 white pawn · g2 white pawn · h2 white pawn · a1 white rook · b1 white knight · c1 white bishop · d1 white queen · e1 white king · f1 white bishop · h1 white rook | a8 black rook · b8 black knight · c8 black bishop · d8 black queen · e8 black king · g8 black knight · h8 black rook · a7 black pawn · b7 black pawn · c7 black pawn · f7 black pawn · g7 black pawn · h7 black pawn · d6 black bishop · d5 white pawn · e5 black pawn · f3 white knight · a2 white pawn · b2 white pawn · c2 white pawn · d2 white pawn · f2 white pawn · g2 white pawn · h2 white pawn · a1 white rook · b1 white knight · c1 white bishop · d1 white queen · e1 white king · f1 white bishop · h1 white rook | a8 black rook · b8 black knight · c8 black bishop · d8 black queen · e8 black king · g8 black knight · h8 black rook · a7 black pawn · b7 black pawn · c7 black pawn · f7 black pawn · g7 black pawn · h7 black pawn · d6 black bishop · d5 white pawn · e5 black pawn · f3 white knight · a2 white pawn · b2 white pawn · c2 white pawn · d2 white pawn · f2 white pawn · g2 white pawn · h2 white pawn · a1 white rook · b1 white knight · c1 white bishop · d1 white queen · e1 white king · f1 white bishop · h1 white rook | a8 black rook · b8 black knight · c8 black bishop · d8 black queen · e8 black king · g8 black knight · h8 black rook · a7 black pawn · b7 black pawn · c7 black pawn · f7 black pawn · g7 black pawn · h7 black pawn · d6 black bishop · d5 white pawn · e5 black pawn · f3 white knight · a2 white pawn · b2 white pawn · c2 white pawn · d2 white pawn · f2 white pawn · g2 white pawn · h2 white pawn · a1 white rook · b1 white knight · c1 white bishop · d1 white queen · e1 white king · f1 white bishop · h1 white rook | a8 black rook · b8 black knight · c8 black bishop · d8 black queen · e8 black king · g8 black knight · h8 black rook · a7 black pawn · b7 black pawn · c7 black pawn · f7 black pawn · g7 black pawn · h7 black pawn · d6 black bishop · d5 white pawn · e5 black pawn · f3 white knight · a2 white pawn · b2 white pawn · c2 white pawn · d2 white pawn · f2 white pawn · g2 white pawn · h2 white pawn · a1 white rook · b1 white knight · c1 white bishop · d1 white queen · e1 white king · f1 white bishop · h1 white rook | 1 |
|   | a | b | c | d | e | f | g | h |   |

#### Nước đi phù hợp trong Gambit Elephant: 3...Td6
3...Td6 4.d4 e4 5.Me5 Mf6 6.Mc3 0-0 7.Tc4 và theo như de Firmian, Trắng có ưu thế riêng tuy nhiên chưa thể tấn công ngay.

### 3.Mxe5
Sau khi 3.Mxe5:
- Đen có thể chơi 3...Td6 4.d4 dxe4 5.Tc4 Txe5 6.Hh5 Hf6 7.dxe5, Trắng vẫn sẽ có ưu thế nhỏ.
- Trong ván đấu giữa Lob và Eliskases, diễn ra ở Đức năm 1929, Đen chơi 3...dxe4. Ván đấu tiếp diễn như sau 4.Tc4 Hg5 5.Txf7+ Ve7 6.d4 Hxg2 7.Xf1 Th3 8.Tc4 Mf6 9.Tf4, và Trắng hướng tới chiến thắng.
- 3...He7?, Trắng sẽ có lợi thế sau khi 4.d4 f6 5.Md3 dxe4 6.Mf4 Hf7 7.Md2 (Bondarevsky–Lilienthal, USSR 1941).

### Diễn biến khác
3.d4 có thể chơi nhưng không phổ biến.